# Megan Jones
Megan Jones (Adelaide, 6 novembre 1976) è una cavallerizza australiana, vincitrice della medaglia d'argento nel Completo a squadre, alle olimpiadi di Pechino 2008.

## Palmarès
- Olimpiadi

Pechino 2008: argento nel completo a squadre.